# Otaku

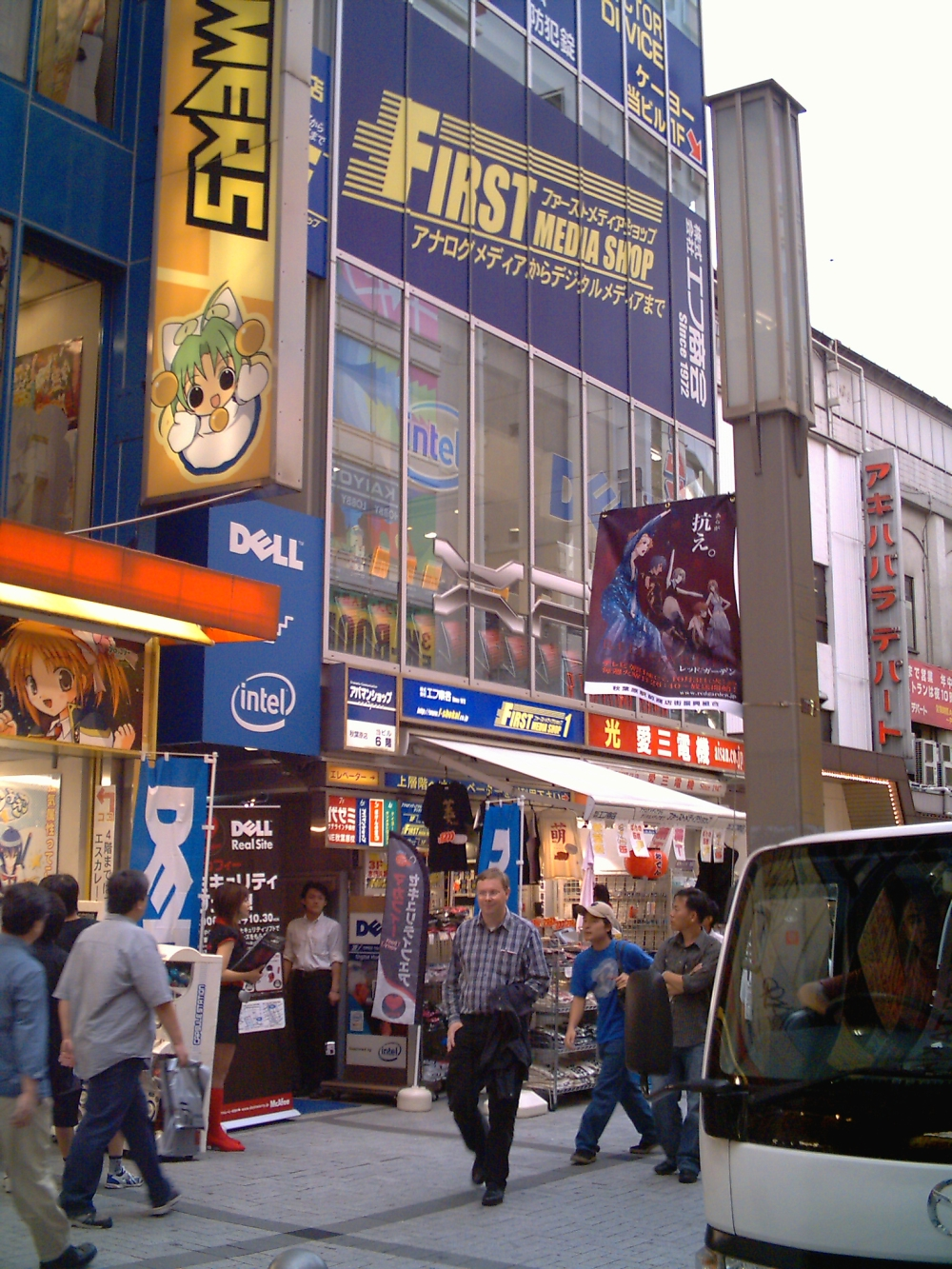
Tokijská čtvrť Akihabara je populární místo pro setkání Otaku

Otaku (おたく) je japonský výraz pro osobu, která sleduje anime nebo čte mangu.

## Původ slova
Slovo otaku je odvozené z japonského termínu pro cizí dům nebo rodinu (お宅, otaku), které je též užíváno jako uctivé osobní zájmeno „vy“ (velmi vzdáleně přirovnatelné ke španělskému výrazu usted). Dnešní slang se liší od starého užití tím, že je psáno pouze v hiraganě (おたく) nebo katakaně (オタク). Jeho první použití se datuje od 80. let 20. století. Zdá se, že jej poprvé veřejně použil humorista a esejista Akio Nakamori roku 1983 v sérii Vyšetřování Otaku (おたくの研究 Otaku no Kenkjú), vydávané v lolicon magazínu Manga Burikko. Akio Nakamori si povšiml, že je toto oslovení běžně používáno mezi počítačovými nadšenci (tzv. geek). Označení popisovalo osobu, která komunikuje se sobě rovnými pomocí odtažitých, formálních zájmen a tráví většinu času doma. Slovo vstoupilo v Japonsku do běžné řeči kolem roku 1989. V tom samém roce vstoupil termín do větší známosti díky Nakamoriho publikaci Období M (Mの時代 M no Džidai). Ta se týkala (tehdy) nedávno zatčeného samotářského sériového vraha Cutomu Mijazakiho, jenž byl posedlý pornografickými anime/manga a trpěl představami o znásilňování mladých dívek. Tím se z kdysi neškodného slova stalo velké tabu.
Jiná interpretace týkající se původu slova pochází z květnového vydání časopisu EX Taishuu Magazine z roku 2006, který tvrdí, že toto označení se začalo používat mezi fanoušky televizní série Super Dimension Fortress Macross (1982 – 1983). Hlavní hrdina pořadu měl ve zvyku oslovovat ostatní postavy „otaku“, fanoušci poté slovo přejali.
Dalším původcem „otaku“ by mohla být díla sci-fi autorky Motoko Arai. V knize „Wrong About Japan“ autor Peter Carey dělá rozhovor s novelistkou, umělkyní a Gundam kronikářkou Juka Minakawaou, která prozradila, že slovo Otaku se užívalo k oslovování čtenářů této autorky. Čtenáři měli její práci natolik rádi, že toto označení přijali za své.

## Otaku v Japonsku
V dnešním japonském slangu otaku popisuje fanouška posedlého specifickým tématem nebo koníčkem. Nejčastěji se užívá anime otaku (ten, kdo čas od času tráví v kuse několik dní bez odpočinku sledováním anime) a manga otaku (nadšenec japonských kreslených novel), pasokon otaku (PC nadšenci), gému otaku (hráč počítačových her) a otaku, což jsou radikální fanoušci japonských idolů, převážně mladých zpěvaček. Také existují tecudó otaku (osoba, jejímž koníčkem je studování metra) nebo gundži otaku (vojenští nadšenci).
I když pojem Otaku je obsažen v zavedených slovních spojeních, může být použit na cokoliv (hudební otaku, otaku do bojových umění, kulinářský otaku, atd.).
Převzaté slovo maniakku či mania (z anglického „maniac“) je občas dáváno do souvislosti se specialistou na určitý zájem či koníček. Mohou jevit známky otaku sklonů (například Gundam Mania by popisovalo osobu, která se velice zajímá o anime sérii Gundam). Maniakku je mírnější a méně urážející výraz než otaku.
Někteří japonští otaku takto humorně označují sebe nebo své přátelé, přijímajíc tak postavení vášnivého fanouška. Někteří dokonce užívají toto slovo hrdě, snažíc se o zbavení negativního podtónu. Nicméně, v hovorové řeči většina Japonců považuje za nepřijatelné být vážnou cestou označován jako „otaku“.
Přestože je otaku stereotypně spojováno s muži, existuje také mnoho ženských Otaku. Malá ulička v Tokijském Higaši Ikebukuro distriktu je známá jako „Otome Road“ („Cesta panen“). Cesta panen je průřezem japonského ženství, s věkovým rozpětím od středoškolaček po klasické 40leté hospodyňky. Typickým znakem této oblasti je velké množství knihkupectví zasvěcených komiksům a knihám s Shounen-ai tematikou (příběhy o homosexuálních mužích). Na poličkách v Otome Road dominuje dódžinši, manga vytvářená amatérskými fanoušky, která je inspirována slavnými mangami, anime nebo jejich postavami.
Možnost podívat se blíže na otaku kulturu poskytl údajně pravdivý příběh z internetové nástěnky http://2ch.net Archivováno 15. 8. 2007 na Wayback Machine.: „Denša Otoko“, romantický příběh o geekovi a pohledné ženě, kteří se potkají na vlakovém nástupišti. Příběh byl převeden do románu, několika mang, filmu (vydaného v červnu 2005) a televizního seriálu, vysílaného Fuji TV od června do listopadu 2005. Drama se v Japonsku stalo dalším horkým tématem, pomohlo zredukovat negativní stereotypy o otaku a v neposlední řadě zvýšilo přijatelnost některých otaku zájmů. Možná právě díky této smršti se pár japonských celebrit, herců a modelů přiznalo ke svým otaku koníčkům.
Podskupinou otaku jsou Akiba-kei, muži trávící mnoho času v Akihabaře v Tokiu a jejichž koníčky jsou anime, hry a japonské hvězdy (idoly).
Subkultura otaku má výrazný vliv na hlavní proud v japonském anime průmyslu. Oblast, kterou otaku nejvíce ovlivňují, je dódžinši (dódžinši). Manga publikovaná ve Spojených státech je ale daleko více ovlivněna místní otaku subkulturou než manga v Japonsku. Je to dáno tím, že lidé čtoucí mangu, mají většinou vazby na americkou otaku subkulturu, zatímco v Japonsku je čtení mangy mezi obyvatelstvem více rozšířené.

## Otaku v ostatních zemích
Termín je převzatý z japonštiny, ale v mezinárodním kontextu je spojen konkrétně s fanouškem anime a mangy. Označení má obdobný význam jako třeba Trekkie. Nicméně používání tohoto označení může být zdrojem sváru mezi staršími nebo více umírněnými anime nadšenci, kteří se snaží vyhýbat slovům s negativním zabarvením.
Někteří lidé preferují místo „otaku“ slovo wotaku (ヲタク), což je japonská definice. Na japonských fórech jako je třeba 2channel, se výrazy otaku (オタク) a wotaku (ヲタク) používají jako rovnocenné. Užití záleží na náladě nebo osobním postoji jedince.
Mezi českými nadšenci pro anime a manga je tento pojem známý, ale nepříliš často používaný. V širší společnosti je termín neznámý.

## Tvorba zahrnující otaku kulturu
Protože otaku tvoří úctyhodnou část tvůrčích sil stojících za anime a mangou, je přirozené, že se objevilo i několik děl, která se tematicky dotýkají samotných otaku. I když jde často o nadlehčené napodobeniny skutečnosti.
Mezi nejznámější díla patří:
Otaku no Video (おたくのビデオ Otaku no Bideo): Dvojice filmů, která vypráví o seznamování vysokoškolského studenta se světem otaku díky středoškolskému kamarádovi. Následujících několik let usiluje o to, stát se největším otaku. Otaku no Video slouží také jako autobiografický dokument o japonském televizním studiu Gainax. Film obsahuje několik naživo natočených parodujících rozhovorů s různými typy otaku.
Comic Party (こみっくパーぱいー Komikku Pátí): Původně série herních simulací schůzek byla adaptována do různých anime a manga sérií. Comic Party vypráví o odmítnutém studentovi umění, který se nadšeně vrhne na dódžinši scénu spolu s bláznivým kamarádem - otaku. Vytvoří několik vlastních dódžinši prací, které se navzájem ovlivňují s pracemi ostatních umělců, a vypořádá se se svojí přítelkyní, která je zpočátku méně než nadšená z jeho nově objevené vášně.
Genshiken (げんしけん): Z prostředí otaku komunity. Většina příběhu se dotýká osudů dvou postav - nováčka, který se stane otaku a přítelkyně jiného člena, která neschvaluje vášeň jejího pohledného, ale hloupého, otaku přítele.
Densha Otoko (電車男, doslova Vlakový muž): Denša Otoko je údajně natočeno podle skutečného příběhu japonského geeka, který zachrání pohlednou ženu (OL, „office lady“), Hermès, z rukou opilce na vlakové stanici. Žena ho poté pozve na schůzku.
Welcome to the NHK! (N・H・Kにようこそ！ NHK ni Jókoso!): Novela, která později vycházela i jako manga a anime, je černá komedie o hikikomori, dívce toužící mu pomoci a sousedovi-otaku, jež je zároveň jeho bývalým spolužákem. Série zesměšňuje mnoho otaku témat, mezi která patří například lolicon, moé a dódžin software.
Metal Gear

### České
- Konata.cz – český novinkový portál o otaku
- yukata.cz – český novinkový portál pro otaku
- chill.sekai.cz – informace, recenze, občasné překlady anime & mangy
- shirai.cz – český otaku portál a server s Anime online však bez Mangy.
- Akihabara Archivováno 17. 2. 2017 na Wayback Machine. – česká databáze anime, mangy a doramy s titulky, komentáři a odkazy na zdroje
- HNS.sk – český anime portál se streamem nejrůznějších anime seriálů a filmů

### Cizojazyčné
- I'm alone, but not lonely – anglický článek o japonských otaku dnes
- Politika otaku
- Urbandictionary.com - definice otaku na Urban Dictionary
- Akihabara - Anglická komunita otaku
- Amatérská manga subkultura
- Výrazy užívané otaku
- Anglický seznam termínů užívaných v otaku hantýrce